# 台地

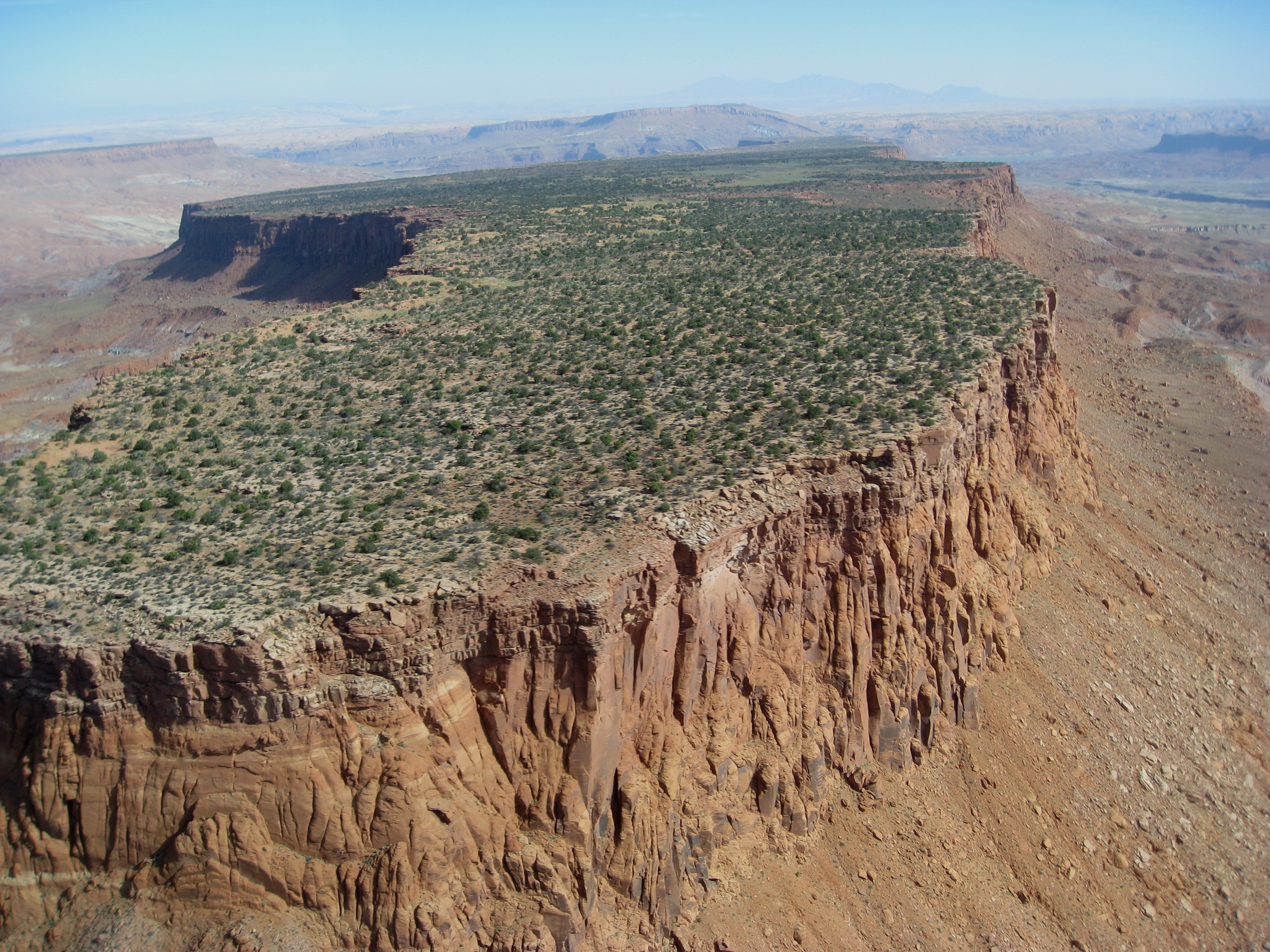
納瓦荷保留區的一座原始的紀念碑谷臺地

臺地（英語：table land）是種凸起的面積較大且海拔較低的平面地形。臺地中央的坡度平緩，四周較陡，直立於周圍的低地丘陵。一般而言，海拔低於五百米的大片平地稱為平原（海拔零至200米稱為低平原，201至500米稱為高平原），海拔高於二千米的山地上的大片平地，則稱為高原，如青藏高原。臺地則介於兩者之間，海拔在五百零一至二千米之間。故當Plateau或tableland譯為中文時，需注意該地形的高度。

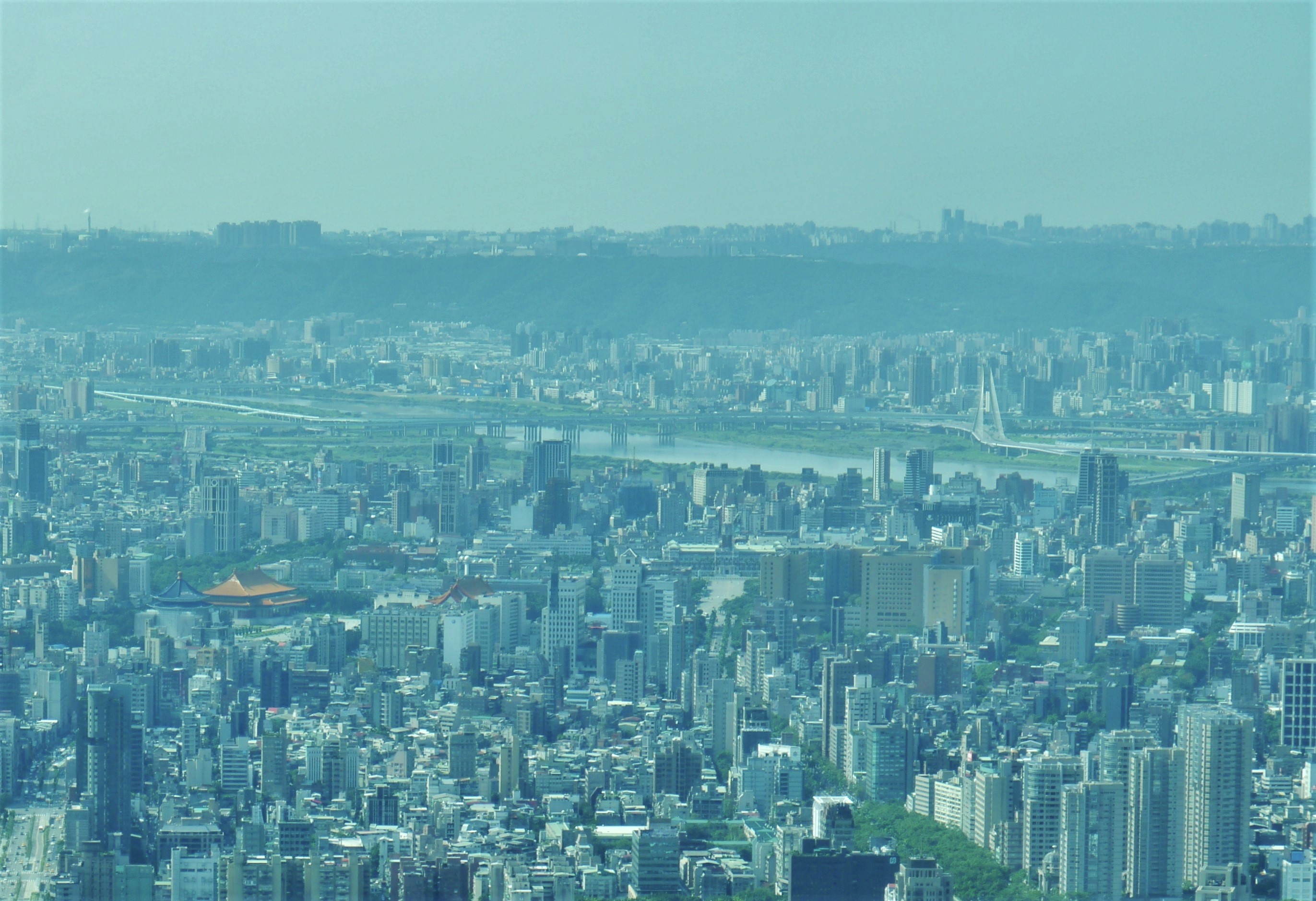
高度城市化與開發的林口台地

## 分類
臺地形成主因有兩種：火山爆發、地層抬升。
- 按成因分為：構造臺地、剝蝕臺地、凍融臺地。
- 按物質組成分為：基岩臺地、黃土臺地、紅土臺地。

## 各地分布

### 日本
由北向南排列：
- 根釧臺地：北海道根室、釧路交界。
- 高坂臺地：關東平原埼玉縣南部。
- 武藏野臺地：分布於東京都多摩地方與埼玉縣。
- 上町臺地：大阪市中部。
- 白砂臺地：九州南部，火山形成。

### 臺灣
由北向南排列：
- 林口臺地
- 桃園臺地群
  - 桃園臺地
  - 中壢臺地
  - 平鎮臺地
  - 伯公岡臺地
  - 湖口臺地
- 后里臺地
- 外埔臺地
- 愛蘭臺地
- 大肚臺地
- 八卦臺地
- 舞鶴臺地
- 臺南臺地
- 恆春臺地